# Joseph von Mering
Josef, baró von Mering (28 de febrer de 1849, a Colònia - 5 de gener de 1908, a Halle an der Saale, Alemanya) va ser un metge alemany.
Treballant a la Universitat d’Estrasburg, Mering va ser la primera persona que va descobrir (juntament amb Oskar Minkowski) que una de les funcions pancreàtiques és la producció d’ insulina, una hormona que controla els nivells de sucre a la sang.

## Vida i carrera
Josef von Mering va estudiar medicina a les universitats de Bonn, Greifswald i Estrasburg. El 1874 es doctorà a la Universitat d'Estrasburg sota la direcció de Felix Hoppe-Seyler i el 1886 també s'hi convertí en professor associat. El 1887 va ser elegit membre de la Leopoldina. El 1890 es va traslladar a la Universitat de Halle, on es va convertir en cap del policlínic universitari. El 1894 fou nomenat professor titular de medicina interna i el 1900 també fou nomenat director de la clínica de la universitat mèdica catòlica.

### Descobriment del paper del pàncrees en la diabetis
Mering tenia curiositat pel pàncrees, un òrgan en forma de coma, situat entre l’ estómac i l’ intestí prim. En un esforç per descobrir la seva funció, va treure l'òrgan d'un gos. Aleshores es va notar que el gos orinava sovint a terra, tot i que estava entrenat a casa. Mering es va adonar que era un símptoma de la diabetis i va provar l'orina, que es va trobar amb un alt contingut de sucre, confirmant la seva sospita.
Josef von Mering va ajudar a descobrir els barbitúrics, una classe de fàrmacs sedants que s'utilitzaven per a l’insomni, l'epilèpsia, l’ansietat i l’anestèsia. El 1903, va publicar observacions que el barbital (llavors conegut com àcid dietil-barbitúric) té propietats sedants en els humans. El 1904, va ajudar a llançar barbital amb la marca Veronal. Veronal va ser el primer sedant barbitúric disponible comercialment a qualsevol país. Von Mering va col·laborar amb el químic Emil Fischer, que també va participar en el descobriment del barbital.

### Barbital i Paracetamol
Juntament amb Emil Fischer, Josef von Mering va desenvolupar la pastilla per dormir a base de del principi actiu Barbital, que es va introduir el 1903 amb el nom comercial Veronal i va participar en la síntesi i proves del paracetamol.